# Policía Foral de Navarra
La Policía Foral de Navarra (in castigliano) o Foruzaingoa (in euskera) è la polizia regionale della Comunità autonoma della Navarra in Spagna. Venne fondata dal Governo Navarro nel 1928 con il nome di Cuerpo de Policía de Carreteras e conta 1076 agenti (al 2016) con a capo il commissario Torcuato Muñoz Serrano.

## Storia
La Policía Foral de Navarra risulta essere un'istituzione relativamente recente rispetto alle altre forze di polizia spagnole. Fondata il 30 ottobre 1928 ebbe inizialmente compiti di polizia stradale e successivamente, a partire dal 1941, di controllo fiscale delle imposte provinciali.
Nel 1964 si ha ufficialmente la creazione del corpo Policía Foral de Navarra, direttamente dipendente al vicepresidente del Governo Navarro, attraverso questo atto vennero inoltre aumentati i compiti del corpo di polizia, a cui venne assegnata la capacità operativa per assicurare l'esecuzione di tutte le disposizioni giurisdizionali imposte dal Governo Navarro. A partire da questa data, al corpo di polizia viene dato mandato di protezione degli edifici e delle personalità del Governo Navarro, delle istituzioni bancarie navarre e dei compiti di ordine pubblico.
Ad oggi, la Policía Foral de Navarra è uno dei quattro corpi di polizia autonoma presenti nel territorio spagnolo, assieme agli Ertzaintza nei Paesi Baschi, i Mossos d'Esquadra in Catalogna ed il Cuerpo General de la Policía Canaria nelle Isole Canarie.